# Сезон ФК «Арсенал» (Київ) 2002—2003
Сезон ФК «Арсенал» (Київ) 2002–2003 — 2-й сезон київського «Арсенала» у чемпіонатах України та перший повноцінний сезон команди у змаганнях найвищого рівня. За підсумками сезону клуб посів 5-те місце в чемпіонаті України та став чвертьфіналістом Кубка України.
Напередодні сезону повністю змінився тренерський штаб команди — наставником «канонірів» став В'ячеслав Грозний, якому допомагали Володимир Муханов (залишив клуб після декількох місяців роботи) та Микола Леонов. Тренером воротарів став Сергій Краковський, а за селекційний та інформаційно-аналітичний вектор роботи відповідав Ігор Бабінчук. Посаду начальника команди обійняв Олексій Величко, а медичну службу клубу очолив Андрій Колосов. Кардинально змінився і набір виконавців. З торішньої команди лишилося тільки шестеро гравців: В'ячеслав Кернозенко, Олександр Клименко, Сергій Білозор, Володимир Бондаренко, Гуванчмухамед Овеков та Андрій Кирлик, причому останній так жодного разу протягом сезону на полі і не з'явився.
Протягом першого кола команда В'ячеслава Грозного стала головним відкриттям чемпіонату, продемонструвавши доволі непогану гру та чудову результативність, а серія з 8 перемог поспіль дозволила «канонірам» обійняти третю сходинку турнірної таблиці першої половини чемпіонату. Втім після зимової перерви футбол у виконанні «Арсеналу» вже не був таким яскравим і у підсумку клуб задовольнився всього лише п'ятим місцем.

## Результати

### Легенда
| Перемога | Нічия | Поразка |

### Кубок України
| 1/32 фіналу 10 серпня 2002 | «Вуглик» (Димитров) | 0 – 2    | «Арсенал» (Київ)                                   | Димитров                                               |  |
| 17:00                      |                     | Протокол | Сергій Коновалов 26' (пен.) Олександр Клименко 29' | Стадіон: «Шахтар» Глядачі: 8,000 Суддя: Олександр Кран |  |

| 1/16 фіналу 24 серпня 2002 | «Зірка» (Кіровоград)                     | 2 – 3    | «Арсенал» (Київ)                                         | Кіровоград                                               |  |
| 17:00                      | Юрій Яковенко 68' Сергій Щастливий 90+2' | Протокол | Олег Гусєв 18' Олександр Клименко 41' Шалва Апхазава 97' | Стадіон: «Зірка» Глядачі: 5,800 Суддя: Володимир Сіренко |  |

| 1/8 фіналу 20 жовтня 2002 | «Арсенал» (Київ)                                         | 4 – 0    | «Сокіл» (Золочів) | Київ                                                             |  |
| 16:00                     | Олександр Клименко 53' Еммануель Окодува 60', 79', 90+3' | Протокол |                   | Стадіон: НСК «Олімпійський» Глядачі: 2,000 Суддя: Анатолій Жосан |  |

| 1/4 фіналу 16 листопада 2002 | «Арсенал» (Київ) | 0 – 0    | «Дніпро» (Дніпропетровськ) | Київ                                                             |  |
| 16:00                        |                  | Протокол |                            | Стадіон: НСК «Олімпійський» Глядачі: 7,000 Суддя: Олександр Кран |  |

| 1/4 фіналу 24 листопада 2002 | «Дніпро» (Дніпропетровськ)                          | 2 – 0 (2 – 0 заг.) | «Арсенал» (Київ) | Дніпропетровськ                                         |  |
| 14:00                        | Сергій Назаренко 11' Роман Максимюк 60', 79', 90+3' | Протокол           |                  | Стадіон: «Метеор» Глядачі: 12,000 Суддя: Валерій Онуфер |  |

### Чемпіонат України
| 1 тур 7 липня 2002 | «Арсенал» (Київ) | 0 – 0    | «Шахтар» (Донецьк) | Київ                                                             |  |
| 18:30              |                  | Протокол |                    | Стадіон: НСК «Олімпійський» Глядачі: 15,000 Суддя: Андрій Шандор |  |

| 2 тур 12 липня 2002 | «Динамо» (Київ)                                         | 3 – 1    | «Арсенал» (Київ)     | Київ                                                  |  |
| 19:00               | Сергій Федоров 70' Андрій Гусін 73' Флорін Чернат 90+3' | Протокол | Сергій Коновалов 87' | Стадіон: «Динамо» Глядачі: 10,000 Суддя: Сергій Дзюба |  |

| 3 тур 17 липня 2002 | «Арсенал» (Київ)                                                                                                | 8 – 1    | «Волинь» (Луцьк)             | Київ                                                          |  |
| 18:30               | Шалва Апхазава 28', 46', 53' Еммануель Окодува 37', 56' Сергій Коновалов 59' (пен.) Валентин Полтавець 63', 82' | Протокол | Сергій Гончаренко 19' (пен.) | Стадіон: НСК «Олімпійський» Глядачі: 5,000 Суддя: Ігор Хіблін |  |

| 4 тур 22 липня 2002 | «Кривбас» (Кривий Ріг) | 0 – 1    | «Арсенал» (Київ)            | Кривий Ріг                                                 |  |
| 18:00               |                        | Протокол | Сергій Коновалов 58' (пен.) | Стадіон: «Металург» Глядачі: 6,500 Суддя: Валерій Курганов |  |

| 5 тур 27 липня 2002 | «Арсенал» (Київ)                          | 2 – 1    | «Ворскла» (Полтава)     | Київ                                                             |  |
| 18:30               | Шалва Апхазава 15' Сергій Коновалов 90+1' | Протокол | Ігор Маковей 59' (пен.) | Стадіон: НСК «Олімпійський» Глядачі: 3,500 Суддя: Валерій Онуфер |  |

| 6 тур 4 серпня 2002 | «Оболонь» (Київ) | 0 – 2    | «Арсенал» (Київ)                     | Київ                                                            |  |
| 18:00               |                  | Протокол | Олексій Іванов 3' Шалва Апхазава 85' | Стадіон: НСК «Олімпійський» Глядачі: 8,000 Суддя: Ігор Ярменчук |  |

| 7 тур 18 серпня 2002 | «Арсенал» (Київ)                                                                            | 5 – 1    | «Поліграфтехніка» (Олександрія) | Київ                                                                |  |
| 18:30                | Сергій Коновалов 18' (пен.), 68' Еммануель Окодува 29' Микола Наконечний 31' Олег Гусєв 69' | Протокол | Сергій Косилов 51'              | Стадіон: НСК «Олімпійський» Глядачі: 3,500 Суддя: Віталій Звягінцев |  |

| 8 тур 1 вересня 2002 | «Металург» (Донецьк) | 1 – 2    | «Арсенал» (Київ)                     | Донецьк                                                    |  |
| 17:00                | Гоча Джамараулі 27'  | Протокол | Андрій Чернов 24' Шалва Апхазава 66' | Стадіон: «Металург» Глядачі: 3,200 Суддя: Василь Мельничук |  |

| 9 тур 13 вересня 2002 | «Арсенал» (Київ)                                                       | 2 – 0    | «Металург» (Маріуполь) | Київ                                                             |  |
| 18:30                 | Валентин Полтавець 37' · Шалва Апхазава 79' · Володимир Бондаренко 90' | Протокол |                        | Стадіон: НСК «Олімпійський» Глядачі: 6,000 Суддя: Валерій Онуфер |  |

| 10 тур 21 вересня 2002 | «Чорноморець» (Одеса)     | 1 – 3    | «Арсенал» (Київ)                                              | Одеса                                                    |  |
| 17:00                  | Костянтин Балабанов 90+2' | Протокол | Андрій Чернов 18' Валентин Полтавець 50' Сергій Коновалов 89' | Стадіон: Стадіон ЧМП Глядачі: 5,600 Суддя: Андрій Шандор |  |

| 11 тур 29 вересня 2002 | «Арсенал» (Київ) | 0 – 3    | «Дніпро» (Дніпропетровськ)                                       | Київ                                                                   |  |
| 17:30                  |                  | Протокол | Олег Венглинський 35' Дмитро Михайленко 44' Сергій Назаренко 55' | Стадіон: НСК «Олімпійський» Глядачі: 7,000 Суддя: Олександр Горностаєв |  |

| 12 тур 6 жовтня 2002 | «Металіст» (Харків) | 1 – 1    | «Арсенал» (Київ)  | Харків                                                     |  |
| 17:00                | Дмитро Бермудес 18' | Протокол | Шалва Апхазава 5' | Стадіон: «Металіст» Глядачі: 8,500 Суддя: Василь Мельничук |  |

| 13 тур 27 жовтня 2002 | «Арсенал» (Київ)  | 1 – 1    | «Карпати» (Львів) | Київ                                                              |  |
| 17:00                 | Андрій Чернов 57' | Протокол | Сергій Мізін 34'  | Стадіон: НСК «Олімпійський» Глядачі: 4,000 Суддя: Віталій Годулян |  |

| 14 тур 3 листопада 2002 | «Арсенал» (Київ)                                                                                           | 5 – 0    | «Таврія» (Сімферополь) | Київ                                                             |  |
| 16:00                   | Шалва Апхазава 27' Мацей Ковальчик 35' Андрій Чернов 37' Еммануель Окодува 45' Сергій Коновалов 82' (пен.) | Протокол |                        | Стадіон: НСК «Олімпійський» Глядачі: 1,500 Суддя: Анатолій Жосан |  |

| 15 тур 9 листопада 2002 | «Металург» (Запоріжжя) | 0 – 5    | «Арсенал» (Київ)                                        | Запоріжжя                                               |  |
| 14:00                   |                        | Протокол | Мацей Ковальчик 40', 50', 53' Шалва Апхазава 68', 90+2' | Стадіон: «АвтоЗАЗ» Глядачі: 2,000 Суддя: Валерій Онуфер |  |

| 16 тур 9 березня 2003 | «Арсенал» (Київ) | 0 – 0    | «Металург» (Запоріжжя) | Київ                                                             |  |
| 16:00                 |                  | Протокол |                        | Стадіон: НСК «Олімпійський» Глядачі: 2,000 Суддя: Анатолій Жосан |  |

| 17 тур 16 березня 2003 | «Таврія» (Сімферополь) | 1 – 0    | «Арсенал» (Київ) | Сімферополь                                                    |  |
| 15:30                  | Едмар 83' (пен.)       | Протокол |                  | Стадіон: РСК «Локомотив» Глядачі: 5,200 Суддя: Євген Абросимов |  |

| 18 тур 23 березня 2003 | «Карпати» (Львів)                       | 1 – 2    | «Арсенал» (Київ)                                            | Львів                                                      |  |
| 15:30                  | Сергій Ковальчук 49' · Єрко Микулич 82' | Протокол | Олег Гусєв 60' · Еммануель Окодува 79' · Шалва Апхазава 84' | Стадіон: «Україна» Глядачі: 18,250 Суддя: Василь Мельничук |  |

| 19 тур 7 квітня 2003 | «Арсенал» (Київ)                          | 1 – 0    | «Металіст» (Харків) | Київ                                                           |  |
| 16:30                | Сергій Коновалов 64' · Шалва Апхазава 85' | Протокол |                     | Стадіон: НСК «Олімпійський» Глядачі: 1,500 Суддя: Олег Зубарєв |  |

| 20 тур 12 квітня 2003 | «Дніпро» (Дніпропетровськ) | 0 – 0    | «Арсенал» (Київ) | Дніпропетровськ                                               |  |
| 17:00                 |                            | Протокол |                  | Стадіон: «Метеор» Глядачі: 10,000 Суддя: Олександр Горностаєв |  |

| 21 тур 19 квітня 2003 | «Арсенал» (Київ)   | 1 – 0    | «Чорноморець» (Одеса) | Київ                                                               |  |
| 16:30                 | Шалва Апхазава 28' | Протокол |                       | Стадіон: НСК «Олімпійський» Глядачі: 3,500 Суддя: Василь Мельничук |  |

| 22 тур 26 квітня 2003 | «Іллічівець» (Маріуполь) | 0 – 0    | «Арсенал» (Київ) | Маріуполь                                                  |  |
| 16:00                 |                          | Протокол |                  | Стадіон: «Іллічівець» Глядачі: 8,000 Суддя: Анатолій Жосан |  |

| 23 тур 5 травня 2003 | «Арсенал» (Київ)     | 1 – 3    | «Металург» (Донецьк)                                        | Київ                                                                   |  |
| 16:30                | Альберт Саркісян 70' | Протокол | Ілія Століца 16' Георгій Деметрадзе 38' Гоча Джамараулі 51' | Стадіон: НСК «Олімпійський» Глядачі: 5,000 Суддя: Олександр Горностаєв |  |

| 24 тур 11 травня 2003 | ФК «Олександрія» | 0 – 0    | «Арсенал» (Київ) | Олександрія                                             |  |
| 17:00                 |                  | Протокол |                  | Стадіон: «Ніка» Глядачі: 3,600 Суддя: Володимир Сіренко |  |

| 25 тур 18 травня 2003 | «Арсенал» (Київ)                            | 2 – 0    | «Оболонь» (Київ) | Київ                                                           |  |
| 17:00                 | Олександр Першин 11' Олександр Клименко 43' | Протокол |                  | Стадіон: НСК «Олімпійський» Глядачі: 3,000 Суддя: Сергій Дзюба |  |

| 26 тур 24 травня 2003 | «Ворскла» (Полтава) | 1 – 1    | «Арсенал» (Київ)      | Полтава                                                  |  |
| 17:00                 | Сергій Шевцов 42'   | Протокол | Еммануель Окодува 68' | Стадіон: «Ворскла» Глядачі: 7,500 Суддя: Віталій Годулян |  |

| 27 тур 28 травня 2003 | «Арсенал» (Київ)                         | 2 – 1    | «Кривбас» (Кривий Ріг)   | Київ                                                               |  |
| 19:00                 | Еммануель Окодува 40' Шалва Апхазава 50' | Протокол | Веслі Рібейро 53' (пен.) | Стадіон: НСК «Олімпійський» Глядачі: 1,500 Суддя: Валерій Курганов |  |

| 28 тур 1 червня 2003 | «Волинь» (Луцьк) | 0 – 1    | «Арсенал» (Київ)                                | Луцьк                                                   |  |
| 19:00                |                  | Протокол | Валентин Полтавець 55' · Валентин Полтавець 58' | Стадіон: «Авангард» Глядачі: 5,000 Суддя: Ігор Подушкін |  |

| 29 тур 15 червня 2003 | «Арсенал» (Київ) | 0 – 1    | «Динамо» (Київ)    | Київ                                                           |  |
| 19:00                 |                  | Протокол | Максим Шацьких 73' | Стадіон: НСК «Олімпійський» Глядачі: 15,000 Суддя: Олег Орєхов |  |

| 30 тур 18 червня 2003 | «Шахтар» (Донецьк)                                           | 3 – 0    | «Арсенал» (Київ) | Донецьк                                                          |  |
| 18:00                 | Олексій Бєлік 13' Маріуш Левандовський 45+1' Олексій Гай 90' | Протокол |                  | Стадіон: «Шахтар» (Донецьк) Глядачі: 16,500 Суддя: Андрій Шандор |  |

## Склад
| Поз           | Ім'я                 | Народився  | Зріст | Вага | Ліга | Ліга  | Кубок | Кубок | Загалом | Загалом |
| Поз           | Ім'я                 | Народився  | Зріст | Вага | Ігор | Голів | Ігор  | Голів | Ігор    | Голів   |
| ------------- | -------------------- | ---------- | ----- | ---- | ---- | ----- | ----- | ----- | ------- | ------- |
| Воротарі:     |                      |            |       |      |      |       |       |       |         |         |
| ВР            | В'ячеслав Кернозенко | 04.06.1976 | 184   | 75   | 30   | -24   | 5     | -4    | 35      | -28     |
| ВР            | Ігор Бажан           | 02.12.1981 | 187   | 82   | 0    | 0     | 1     | 0     | 1       | 0       |
| Захисники:    |                      |            |       |      |      |       |       |       |         |         |
| ЗХ            | Олександр Першин     | 23.06.1977 | 182   | 79   | 27   | 1     | 5     | 0     | 32      | 1       |
| ЗХ            | Андрій Островський   | 13.09.1973 | 191   | 83   | 26   | 0     | 4     | 0     | 30      | 0       |
| ЗХ            | Андрій Чернов        | 19.10.1979 | 193   | 86   | 24   | 4     | 2     | 0     | 26      | 4       |
| ЗХ            | Олександр Клименко   | 11.02.1982 | 180   | 74   | 15   | 1     | 5     | 3     | 20      | 4       |
| ЗХ            | Сергій Білозор       | 15.07.1979 | 186   | 80   | 13   | 0     | 4     | 0     | 17      | 0       |
| ЗХ            | Сергій Омельянчук    | 08.08.1980 | 178   | 75   | 15   | 0     | 0     | 0     | 15      | 0       |
| ЗХ            | Олександр Орєхов     | 29.11.1983 | 198   | 92   | 8    | 0     | 0     | 0     | 8       | 0       |
| ЗХ            | Гаррісон Омоко       | 12.12.1981 | 190   | 85   | 1    | 0     | 2     | 0     | 3       | 0       |
| ЗХ            | Северин Ганцарчик    | 22.11.1981 | 183   | 74   | 1    | 0     | 0     | 0     | 1       | 0       |
| ЗХ            | Максим Стоян         | 19.08.1980 | 176   | 60   | 1    | 0     | 0     | 0     | 1       | 0       |
| Півзахисники: |                      |            |       |      |      |       |       |       |         |         |
| ПЗ            | Олексій Іванов       | 09.01.1978 | 170   | 64   | 28   | 1     | 4     | 0     | 32      | 0       |
| ПЗ            | Олег Гусєв           | 25.04.1983 | 179   | 73   | 23   | 1     | 5     | 1     | 28      | 2       |
| ПЗ            | Валентин Полтавець   | 18.04.1975 | 168   | 67   | 24   | 5     | 3     | 0     | 27      | 5       |
| ПЗ            | Сергій Коновалов     | 01.03.1972 | 180   | 77   | 20   | 8     | 4     | 1     | 24      | 9       |
| ПЗ            | Микола Наконечний    | 10.09.1981 | 175   | 70   | 12   | 1     | 3     | 0     | 15      | 1       |
| ПЗ            | Володимир Бондаренко | 06.07.1981 | 179   | 73   | 9    | 1     | 4     | 0     | 13      | 1       |
| ПЗ            | Патрік Ібанда        | 05.09.1978 | 178   | 72   | 12   | 0     | 1     | 0     | 13      | 0       |
| ПЗ            | Альберт Саркісян     | 15.05.1975 | 182   | 76   | 11   | 1     | 0     | 0     | 11      | 1       |
| ПЗ            | Ярослав Карабкін     | 29.03.1982 | 175   | 71   | 8    | 0     | 3     | 0     | 11      | 0       |
| ПЗ            | Андрій Рябих         | 16.05.1982 | 178   | 72   | 8    | 0     | 0     | 0     | 8       | 0       |
| ПЗ            | Івиця Пирич          | 24.01.1977 | 183   | 85   | 8    | 0     | 0     | 0     | 8       | 0       |
| ПЗ            | Василь Кардаш        | 14.01.1973 | 185   | 78   | 6    | 0     | 0     | 0     | 6       | 0       |
| ПЗ            | Сергій Богатирьов    | 03.04.1976 | 174   | 68   | 4    | 0     | 2     | 0     | 6       | 0       |
| ПЗ            | Гуванчмухамед Овеков | 02.02.1981 | 174   | 70   | 3    | 0     | 1     | 0     | 4       | 0       |
| ПЗ            | Ігор Костюк          | 14.09.1975 | 177   | 70   | 2    | 0     | 1     | 0     | 3       | 0       |
| ПЗ            | Артем Яшкін          | 29.04.1975 | 169   | 69   | 1    | 0     | 0     | 0     | 1       | 0       |
| Нападники:    |                      |            |       |      |      |       |       |       |         |         |
| НП            | Еммануель Окодува    | 21.11.1983 | 185   | 81   | 26   | 7     | 5     | 3     | 31      | 10      |
| НП            | Шалва Апхазава       | 14.08.1980 | 171   | 77   | 26   | 14    | 2     | 1     | 28      | 15      |
| НП            | Мацей Ковальчик      | 06.03.1977 | 181   | 73   | 19   | 4     | 3     | 0     | 22      | 4       |
| НП            | Костянтин Деревльов  | 11.07.1983 | 173   | 65   | 3    | 0     | 0     | 0     | 3       | 0       |
| НП            | Сергій Третяк        | 28.11.1984 | 174   | 66   | 0    | 0     | 1     | 0     | 1       | 0       |